# Lista do Patrimônio Mundial na Tailândia
A Organização das Nações Unidas para a Educação, a Ciência e a Cultura (UNESCO) propôs um plano de proteção aos bens culturais do mundo, através do Comité sobre a Proteção do Património Mundial Cultural e Natural, aprovado em 1972. Esta é uma lista do Patrimônio Mundial existente na Tailândia, especificamente classificada pela UNESCO e elaborada de acordo com dez principais critérios cujos pontos são julgados por especialistas na área. A Tailândia, ratificou a convenção em 17 de setembro de 1987, tornando seus locais históricos elegíveis para inclusão na lista.
Os sítios Cidade Histórica de Aiutaia (de classificação Natural), Santuário de Fauna de Thungyai Naresuan e Cidade Histórica de Sucotai e Cidades Históricas Associadas (ambos de classificação Cultural) foram os primeiros sítios da Tailândia designados Patrimônio Mundial pela UNESCO por ocasião da 15ª Sessão do Comité do Património Mundial, realizada em Cartago (Tunísia) em 1991. A Tailândia totaliza sete sítios inscritos como Patrimônio Mundial, sendo 4 de classificação Cultural e 3 de classificação Natural. Todos os sítios são localizados inteiramente no território da Tailândia. 

## Bens culturais e naturais
A Tailândia conta atualmente com os seguintes lugares declarados como Patrimônio da Humanidade pela UNESCO:
| | Cidade Histórica de Aiutaia |
| Bem cultural inscrito em 1991. |                             |
| Localização: Aiutaia |                             |
| Fundada por volta de 1350, Ayutthaya foi a segunda capital do Sião depois de Sukhotai. No século XVIII foi destruída pelos birmaneses. Seus vestígios, entre os quais estão o prang (torres-relicários) e vários mosteiros de proporções gigantescas, permitem ter uma ideia de seu passado esplêndido. (UNESCO/BPI) |                             |

| | Santuários de Fauna de Thungyai-Huai Kha Khaeng |
| Bem natural inscrito em 1991. |                                                 |
| Localização: Kanchanaburi / Tak / Uthai Thani |                                                 |
| Localizados na região fronteiriça com Mianmar, esses santuários relativamente intactos cobrem mais de 600.000 hectares e possuem quase todos os tipos de floresta no sudeste da Ásia continental. Eles abrigam uma variedade muito diversificada de espécies animais que compreendem 77% dos grandes mamíferos (elefantes e tigres), 50% das aves grandes e 33% dos vertebrados terrestres da região. (UNESCO/BPI) |                                                 |

| | Cidade Histórica de Sucotai e Cidades Históricas Associadas |
| Bem cultural inscrito em 1991. |                                                             |
| Localização: Sucotai / Kamphaeng Phet |                                                             |
| Capital do primeiro reino do Sião durante os séculos XIII e XIII, Sukhothai preserva esplêndidos monumentos ilustrativos do início da era da arquitetura tailandesa. A grande civilização que floresceu nesta cidade foi o produto da rápida assimilação de numerosas influências e tradições antigas locais, que logo deu origem ao que tem sido chamado de "estilo sukhothai". (UNESCO/BPI) |                                                             |

| | Sítio Arqueológico de Ban Chiang |
| Bem cultural inscrito em 1992. |                                  |
| Localização: Udon Thani |                                  |
| Considerado a população pré-histórica mais importante do Sudeste Asiático descoberta até hoje, o sítio Ban Chiang está testemunhando uma etapa decisiva da evolução cultural, social e tecnológica da humanidade, já que seus vestígios são a primeira evidência da existência da agricultura e da produção e uso de metais na região. (UNESCO/BPI) |                                  |

| | Complexo de Florestas de Dong Phayayen-Khao Yai |
| Bem natural inscrito em 2005. |                                                 |
| Localização: Saraburi / Nakhon Nayok / Nakhon Ratchasima |                                                 |
| Este complexo florestal se estende ao longo de 230 km, a leste-oeste, do Parque Nacional Ta Phraya, localizado não muito longe da fronteira cambojana, até o Parque Nacional Khao Yai. Abriga mais de 800 espécies animais, incluindo 112 mamíferos (com duas classes de gibões), 392 aves e 200 répteis e anfíbios, e é de grande importância para a conservação de alguns que estão ameaçados em todo o mundo. Entre estes últimos estão um criticamente ameaçado, quatro ameaçados e dezenove vulneráveis. O complexo florestal tem um número abundante de importantes ecossistemas de florestas tropicais capazes de fornecer um habitat viável para a sobrevivência a longo prazo dessas espécies animais. (UNESCO/BPI) |                                                 |

| | Complexo Florestal de Kaeng Krachan |
| Bem natural inscrito em 2021. |                                     |
| Localização: Phetchaburi / Prachuap Khiri Khan |                                     |
| O sítio está situado no largo da vertente tailandesa da Cordilheira de Tenasserim, que forma parte de uma crista montanhosa de granito e calcário que vai do norte ao sul da Península de Malaca. Instalado em um cruzamento entre os recursos faunísticos e florais do Himalaia, Indochina e Sumatraflorais do Himalaia, Indochina e Sumatra, o complexo abriga uma rica biodiversidade. É dominado por florestas sempre-verdes/secas e sempre-verdes úmidas, com algumas florestas decíduas mistas, florestas montanhosas e florestas decíduas de dipterocarpos. Várias espécies de plantas endêmicas e ameaçadas foram registradas no local, que se sobrepõe a duas Áreas Importantes para Aves (IBAs) e é conhecido por sua rica diversidade de aves, incluindo oito espécies globalmente ameaçadas. Além disso, o local abriga o crocodilo-siamês criticamente ameaçado (Crocodylus siamensis), o cão-selvagem-asiático (Cuon alpinus), bantengue (Bos javanicus), elefante-asiático (Elephas maximus), tartaruga-amarela-alongada (Indotestudo elongata) e a ameaçada Tartaruga-gigante-asiática (Manouria emys), bem como outras espécies vulneráveis de aves e mamíferos. Surpreendentemente, é também o lar de oito espécies de felinos: o tigre (Panthera tigris) e o gato-pescador (Prionailurus viverrinus), ameaçados de extinção, o leopardo (Panthera pardus) e o gato-dourado-asiático (Catopuma temminckii), o leopardo-nublado (Neofelis nebulosi) e o gato-marmorizado (Pardofelis marmorata), bem como o gato-do-mato (Felis chaus) e o gato-leopardo (Prionailurus bengalensis). (UNESCO/BPI) |                                     |

| Prang Si Thep datada do século XII. | Cidade Antiga de Si Thep e seus Monumentos Dvaravati associados |
| Prang Si Thep datada do século XII. | Bem cultural inscrito em 2023. |
| Prang Si Thep datada do século XII. | Localização: Phetchabun |
| Prang Si Thep datada do século XII. | Trata-se de uma propriedade serial composta por três componentes: uma cidade geminada característica, com uma cidade interior e outra exterior cercadas por fossos; o massivo e ancestral monumento de Khao Klang Nok; e a milenar cova de Khao Thamorrat. Em conjunto, estes locais representam a arquitetura, as tradições artísticas e a diversidade religiosa do Império Dvaravati que floresceu na Tailândia Central entre os séculos VI e X, demonstrando as influências indianas. A adaptação local destas tradições resultou em uma tradição artística distinta conhecida como Escola de Arte de Si Thep que, posteriormente, influenciou outras civilizações do Sudeste asiático. (UNESCO/BPI) |

## Lista Indicativa
Em adição aos sítios inscritos na Lista do Patrimônio Mundial, os Estados-membros podem manter uma lista de sítios que pretendam nomear para a Lista de Patrimônio Mundial, sendo somente aceitas as candidaturas de locais que já constarem desta lista. Desde 2021, a Tailândia possui 7 locais na sua Lista Indicativa.
| Sítio                            | Imagem | Localização         | Ano  | Dados UNESCO                | Descrição |
| -------------------------------- | ------ | ------------------- | ---- | --------------------------- | --- |
| Parque Histórico de Phu Phra Bat |        | Udon Thani          | 2004 | Cultural: (ii)(iii)(iv)(vi) | As grandes formações rochosas de arenito na área inspiraram os povos ao longo dos séculos a construir locais religiosos ao seu redor. Os primeiros santuários datam do período Dvaravati. Os santuários apresentam influências hindus e budistas e também pinturas rupestres que datam de tempos pré-históricos. O nome Phuphrabat significa "Colina das Pegadas de Buda". |
| Santuário de Wat Phra Mahathat   |        | Nakhon Si Thammarat | 2012 | Cultural: (i)(ii)(vi)       | Wat Phra Mahathat é um importante templo budista (wat). A estopa principal, Phra Borommathat Chedi, foi construída no século XIII pelo rei Sri Dhammasokaraja como símbolo do Budismo Teravada na região e acredita-se que abriga relíquias de Buda. A arquitetura do templo representa a integração das influências do Sri Lanca com as tradições locais.                 |